# Diatraea busckella
Diatraea busckella is een vlinder van de familie van de grasmotten (Crambidae). De wetenschappelijke naam van deze soort is voor het eerst voorgesteld door Harrison Gray Dyar Jr. en Carl Heinrich in een publicatie uit 1927.

## Verspreiding
De soort komt voor in Panama, Colombia, Venezuela en Ecuador.

## Ondersoorten
- Diatraea busckella busckella Dyar & Heinrich, 1927
- Diatraea busckella setariae Box, 1951 (Venezuela)